# Rudolf Eucken
Rudolf Christoph Eucken (Aurich, 5. siječnja 1846. – Jena, 14. rujna 1926.), njemački filozof
Bio je profesor u Baselu i Jeni. Obnovio je Fichteov etički idealizam. Smatrao je da današnja kultura razara život, jer je svako njeno područje stvorilo zasebne nazore koji se ne spajaju u jednu životnu sliku. Kritizira te razne životne sustave i stvara nazor da život ima smisla samo kao stvaranje zbiljnosti (aktivizam). Sudjelovao je u mirovnom pokretu, a 1908. godine dobio je Nobelovu nagradu za književnost.
Djela:
- "Jedinstvo duhovnog života u svijesti i činu čovječanstva"
- "Osnovna crte jednog novog nazora na svijet"
- "Smisao i vrijednost života"
- "Glavni suvremeneni problemi filozofije religije"
- "Čovjek i svijet"